# Daniela Cîrlan

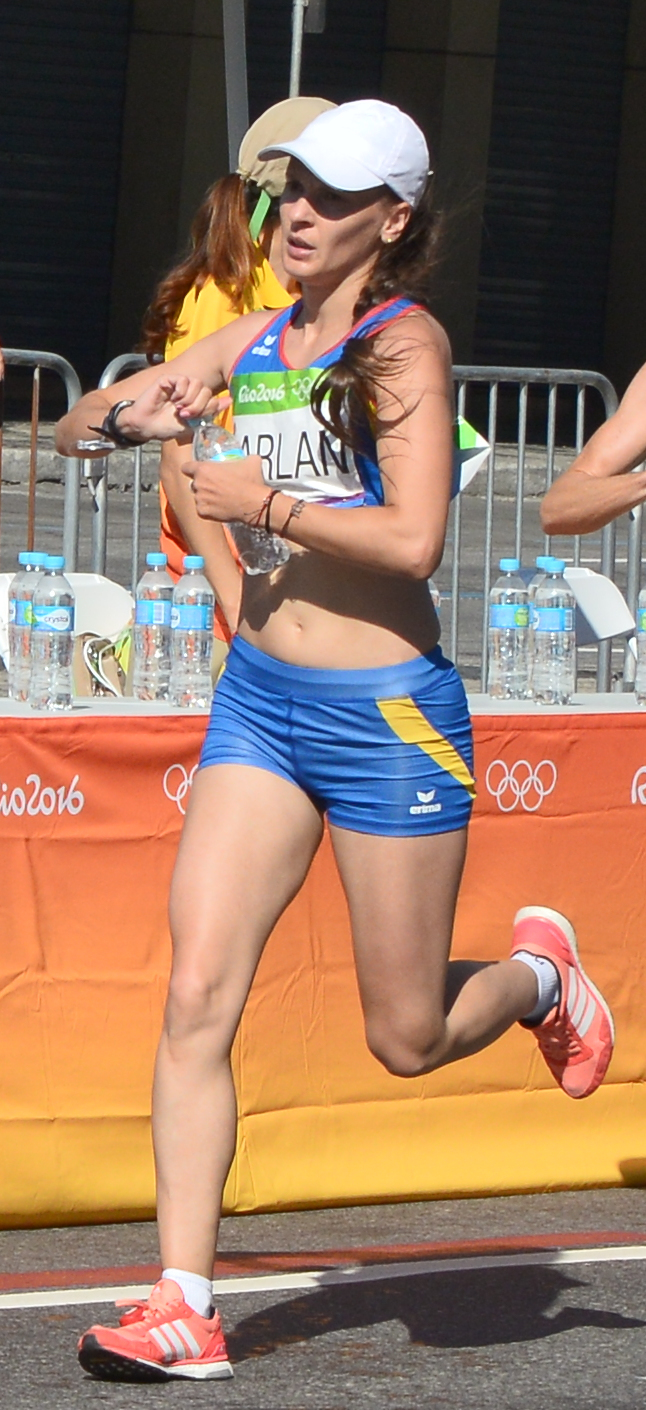
Daniela Cîrlan la Maratonul de la Rio de Janeiro din 2016

Elena Daniela Cîrlan (n. 18 septembrie 1980, Sibiu⁠(d), Sibiu, România) este o fostă atletă română, specializată pe marș în trecut, apoi pe alergare pe distanțe lungi.

## Carieră
Sibianca s-a apucat de atletism la vârsta de 12 ani, după o prezentare la școală. A practicat mai întâi toate disciplinele atletice, apoi s-a specializată pe marș. În anul 1999 a devenit vicecampioană europeană de juniori la proba de 5.000 marș. A participat la proba de 20 km marș din cadrul Jocurilor Olimpice din 2004, clasându-se pe locul 37.
În anul 2005 și-a schimbat proba, din lipsa unor perspective financiare la marș, și a ales să concureze în probele de alergare pe distanțe mari. Primul rezultat notabil l-a obținut la Maratonul de la Berlin din 2008, clasându-se pe locul 9 cu timpul de 2:36:18. A cucerit titlul național în această probă în 2009, 2010 și 2011. În 2012 s-a transferat la CSM Zalău, după ce a fost legitimată timp de trei ani la CSM Onești. În 2014 a fost rănită la gambă după ce a fost atacată de maidanezi în timp ce se antrena în parcul Sub Arini din Sibiu, apoi a suferit dureri la mușchii fesieri.
În anul 2015 a reușit timpul de 2:43:38 la Maratonul de la Cracovia, îndeplinind baremul de calificare la Jocurile Olimpice din 2016 de la Rio de Janeiro. Totuși, rezultatul a fost refuzat inițial de Federația Română de Atletism, pe motiv că nu făcea parte din lotul olimpic așa cum este prevăzut în regulamentul național. În cele din urmă a fost inclusă în programul de pregătire olimpic. A luat startul la Rio dar nu a reușit să termine cursul olimpic.
În 2004 a primit Medalia „Meritul Sportiv” clasa I.

## Realizări
| An   | Competiție                               | Locație                    | Loc | Eveniment   | Note     |
| ---- | ---------------------------------------- | -------------------------- | --- | ----------- | -------- |
| 1997 | Campionatul European de Juniori (sub 20) | Ljubljana, Slovenia        | 8   | 5000 m marș | 22:55,24 |
| 1998 | Campionatul Mondial de Juniori (sub 20)  | Annecy, Franța             | 5   | 5000 m marș | 22:04,60 |
| 1999 | Campionatul European de Juniori          | Riga, Letonia              | 2   | 5000 m marș | 21:46,15 |
| 2000 | Cupa Europeană de marș                   | Eisenhüttenstadt, Germania | 13  | 20 km marș  | 1:31:30  |
| 2001 | Campionatul European de Tineret (sub 23) | Amsterdam, Olanda          | 9   | 20 km marș  | 1:34:41  |
| 2002 | Cupa Mondială de marș                    | Torino, Italia             | 26  | 20 km marș  | 1:35:38  |
| 2003 | Cupa Europeană de marș                   | Ceboksarî, Rusia           | 35  | 20 km marș  | 1:38:06  |
| 2003 | Campionatul Mondial                      | Paris, Franța              | 23  | 20 km marș  | 1:36:02  |
| 2004 | Cupa Mondială de marș                    | Naumburg, Germania         | 16  | 20 km marș  | 1:30:19  |
| 2004 | Jocurile Olimpice                        | Atena, Grecia              | 37  | 20 km marș  | 1:37,14  |
| 2005 | Cupa Europeană de marș                   | Miskolc, Ungaria           | –   | 20 km marș  | NT       |
| 2007 | Campionatul Mondial de alergare pe șosea | Udine, Italia              | 28  | semimaraton | 1:12:14  |
| 2007 | Campionatul Mondial de alergare pe șosea | Udine, Italia              | 4   | echipe      | 1:12:14  |
| 2008 | Berlin Marathon                          | Berlin, Germania           | 9   | maraton     | 2:36:18  |
| 2009 | Hannover Marathon                        | Hanovra, Germania          | 3   | maraton     | 2:45:22  |
| 2009 | Maratonul internațional București        | București, România         | 1   | maraton     | 2:44:49  |
| 2010 | Kavarna Marathon                         | Kavarna, Bulgaria          | 1   | maraton     | 2:38:41  |
| 2010 | Campionatul European                     | Barcelona, Spania          | –   | maraton     | NT       |
| 2010 | Berlin Marathon                          | Berlin, Germania           | 13  | maraton     | 2:42:34  |
| 2010 | Maratonul internațional București        | București, România         | 4   | maraton     | 2:50:01  |
| 2011 | Kavarna Marathon                         | Kavarna, Bulgaria          | 4   | maraton     | 2:44:58  |
| 2011 | Maratonul internațional București        | București, România         | 5   | maraton     | 2:42:26  |
| 2012 | Napoli Marathon                          | Napoli, Italia             | 2   | maraton     | 2:44:14  |
| 2012 | Treviso Marathon                         | Treviso, Italia            | 1   | maraton     | 2:39:20  |
| 2013 | Radenci Marathon                         | Radenci, Slovacia          | 1   | maraton     | 2:41:55  |
| 2015 | Bratislava Marathon                      | Bratislava, Slovacia       | 2   | maraton     | 2:42:41  |
| 2015 | Kraków Marathon                          | Cracovia, Polonia          | 3   | maraton     | 2:43:38  |
| 2016 | Jocurile Olimpice                        | Rio de Janeiro             | –   | maraton     | NT       |

## Recorduri personale
| Probă       | Performanță | Dată               | Locație    |
| ----------- | ----------- | ------------------ | ---------- |
| 10 km marș  | 43:29       | 15 septembrie 2002 | Alba Iulia |
| 20 km marș  | 1:30:19     | 2 mai 2004         | Naumburg   |
| Semimaraton | 1:12:14     | 14 octombrie 2007  | Udine      |
| Maraton     | 2:36:18     | 28 septembrie 2008 | Berlin     |